# Berufliche Funktion bei der Polizei
Berufliche Funktionen der Polizei sind berufliche Funktionen, die bei der Polizei existieren.
Sie wurden im Rahmen der Arbeitsteilung und Spezialisierung geschaffen. Bei der deutschen Polizei gibt es unter anderem die folgenden beruflichen Funktionen, wobei es je nach Land in der Bezeichnung oder im Aufgabengebiet Unterschiede gibt oder einzelne Funktionen gar nicht eingerichtet sind:
- Beamte vom Dienst (BvD) sind außerhalb der Bürozeiten als Ansprechpartner und Bewacher in Polizeiunterkünften eingeteilt, oder auch Kriminalbeamte die Bereitschaftsdienst versehen (in Gebieten ohne Kriminaldauerdienst)
- Dienstgruppenleiter (DGL) sind Leiter einer Dienstgruppe im polizeilichen Einzeldienst der Landespolizeien oder der Bundespolizei
- Einsatzleiter leiten einen Polizeieinsatz
- Einweisungsbeamte führen Berufsanfänger in die praktische Aufgabenwahrnehmung ein (ist ein Berufspraktikant einzuweisen, wird bei manchen Polizeien von Praxisbegleiter gesprochen)
- Entschärfer als Spezialist für das Entschärfen von Bomben (Unkonventionelle Spreng- und Brandvorrichtung)
- Erstsprecher als psychologisch geschulte Beamte bei der kommunikativen Lösung von Krisen- und Konfliktlagen nach außen hin
- Gruppenführer (GruFü) sind Leiter einer Gruppe in einer geschlossenen Einheit
- Hundertschaftsführer sind Leiter einer Hundertschaft in einer geschlossenen Einheit
- Hundertschaftstruppführer sind Funktionsstellen bei einer Hundertschaft (ähnlich einem Kompaniefeldwebel bei der Bundeswehr)
- Kontaktbereichsbeamter (KOB) im Einzeldienst allein tätig werdender Beamter mit einer festen Zuweisung zu einem Gebiet. Er hält Kontakt zu Bewohnern und Geschäftsleuten.
- Kraftfahrer vom Dienst (KvD) ist ein diensthabender Polizeivollzugsbeamter (rund um die Uhr)
- Nicht offen ermittelnde Polizeibeamte (noeP) sind verdeckte Ermittler in zivil und mit Legende, die ihre Polizeieigenschaft nicht offenbaren und so nähere Einblicke in ein bestimmtes Geschehen in der kriminellen Szene erhalten und diese Kenntnisse für das Ermittlungsverfahren nutzen
- Lageschreiber schreiben die polizeiliche Lage fort
- Polizeiführer (PF) sind Einsatzleiter größerer Einsätze, sehr selten gibt es auch Gesamtpolizeiführer
- Polizeipräsidenten (PP) als Leiter eines Polizeipräsidiums (auch ein Dienstgrad)
- Rechnungsführer arbeiten bei geschlossenen Einheiten
- Präzisionsschützen sind schießfertige Beamte und Angehörige von Spezialeinheiten (Bekämpfung der Schwerstkriminalität)
- Streifenführer sind Vorgesetzte einer Streife (bis unterhalb einer Gruppenstärke)
- Suchtbeauftragte sind Berater innerhalb einer polizeilichen Einheit (ähnlich einem Sozialarbeiter, derzeit nur in Berlin)
- Verbindungsbeamte (VB) sind Polizeivollzugsbeamte, die zu anderen Behörden Kontakte unterhalten und Informationen polizeilicher oder kriminologischer Art austauschen
- Verdeckte Ermittler (VE) sind Beamte des Polizeidienstes, die unter einer ihnen verliehenen, auf Dauer angelegten, veränderten Identität (Legende) ermitteln und unter dieser Legende am Rechtsverkehr teilnehmen dürfen.
- Wachleiter sind Leiter einer Wache und vertreten den Dienstgruppenleiter oder dessen Stellvertreter bei dessen Abwesenheit
- Zugführer sind Leiter eines Zuges in einer geschlossenen Einheit

Eine qua Amt zugewiesene Eigenschaft und somit auch eine berufliche Funktion ist das Institut der Ermittlungsperson der Staatsanwaltschaft, wodurch eine Aufgabenwahrnehmung für Strafverfolgungsbehörden erwächst. Fast jeder Polizeivollzugsbeamte des mittleren und gehobenen Dienstes hat diese Funktion kraft § 152 Gerichtsverfassungsgesetz in Verbindung mit der entsprechenden Landesverordnung übertragen bekommen. Behördenleiter, die zugleich Polizeivollzugsbeamte sind, sind meist keine Ermittlungsperson der Staatsanwaltschaft.